# Museo Etnográfico de Melilla
El Museo de Artes y Costumbres Populares de Melilla es un museo de la ciudad española de Melilla situado en la antigua Sala de Armas de San Juan, en el Primer Recinto Fortificado de Melilla La Vieja. 

## Historia
Creado por la Asociación de Estudios Melillenses, con el apoyo de la Ciudad Autónoma de Melilla y la Fundación Melilla Ciudad Monumental y gracias a las donaciones de instituciones y particulares.